# Wereldkampioenschap schaatsen allround 1905

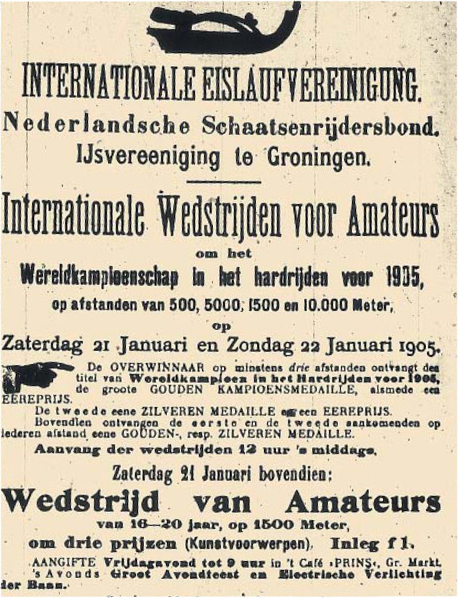
Affiche van het wereldkampioenschap schaatsen allround in 1905

Het Wereldkampioenschap schaatsen allround 1905 werd op 21 en 22 januari op de Natuurijsbaan YVG te Groningen gehouden. Om zich wereldkampioen te mogen noemen moest de winnaar drie afstanden winnen.
Titelhouder was de afwezige Noor Sigurd Mathisen. Coen de Koning won zijn eerste wereldtitel allround door drie afstanden te winnen.

## Eindklassement
| Rang | Schaatser           | Land      | 500m     | 5000m       | 1500m      | 10.000m     |
| ---- | ------------------- | --------- | -------- | ----------- | ---------- | ----------- |
| Goud | Coen de Koning      | Nederland | 51,6 (2) | 9.17,6 (1)  | 2.41,0 (1) | 19.16,0 (1) |
| (2)  | Martinus Lørdahl    | Noorwegen | 49,8 (1) | 9.57,0 (2)  | 2.46,4 (2) | 21.07,0 (2) |
| NS4  | Sietse van de Waard | Nederland | 57,6 (3) | 11.20,4 (3) | 3.04,4 (3) |             |
| NS4  | G. Bernard          | Nederland | NF       | 11.45,2 (4) |            |             |

* = met val
NC = niet gekwalificeerd
NF = niet gefinisht
NS = niet gestart
DQ = gediskwalificeerd